# Bellum Punicum
Das historische Epos Bellum Punicum, verfasst vom antiken römischen Autor Gnaeus Naevius, ist eines der ältesten literarischen Werke in lateinischer Sprache. Neben der Hauptthematik, dem Ersten Punischen Krieg, schildert Naevius die Flucht Aeneas’ aus Troja bis hin zur Gründung Roms. Das verwendete Versmaß ist der Saturnier.

## Inhalt
Da nur knapp 60 Fragmente des in sieben Bücher eingeteilten Epos erhalten sind, die meist ein bis drei Saturnier umfassen, ist es schwierig, den Inhalt des Werkes mit Sicherheit zu rekonstruieren. Aus den erhaltenen Versen, die nur durch Zitate bei anderen Autoren wie dem Vergil-Kommentator Servius oder bei den Grammatikern Priscian und Macrobius überliefert sind, lassen sich dennoch einige Aussagen über den Inhalt machen. Das Werk ist in einen mythologischen und einen historischen Teil gegliedert. Die Bücher 1 bis 3 behandeln die Aeneassage bis zur Gründung Roms. Im ersten Buch wird die Flucht aus Troja, ein Seesturm sowie ein Gespräch zwischen Venus und Jupiter dargestellt. Das zweite Buch geht vermutlich auf die Begegnung zwischen Aeneas und Dido in Karthago ein. Ob es zwischen ihnen zu einer Liebesbeziehung wie bei Vergil kam, ist nicht sicher, doch es würde den Hass Didos erklären und somit eine Begründung für den Krieg zwischen Rom und Karthago geben, der im historischen Teil des Bellum Punicum beschrieben wird. Das dritte Buch beschreibt unter anderem die Gründung Roms durch Romulus. Die ersten drei Bücher zeichnen sich durch einen poetischen Stil aus, die Geschehnisse werden malerisch ausformuliert. Im Anschluss werden die historischen Ereignisse des Ersten Punischen Krieges in chronologischer Abfolge ausgeführt. Auffallend ist der Unterschied in Sprache und Stil zum mythologischen Teil. Es wird mit einem schlichten Stil von den Begebenheiten berichtet. In den überlieferten Versen sind im Gegensatz zur ersten Hälfte keine ausschweifenden Beschreibungen zu finden, auch auf Gefühle wird nicht eingegangen. Dennoch bleibt viel über den Inhalt im Dunklen. Trotz zahlreicher Versuche ist es zum Beispiel nicht möglich, sicher nachzuvollziehen, wie Naevius den mythologischen und historischen Teil verknüpft hat.

## Wirkung und Nachwirkung
Naevius schrieb nach Livius Andronicus das zweite (uns bekannte) lateinische Epos. Er überflügelt Andronicus’ griechischen Mythos um Odysseus mit einem römischen Geschichtsepos um Aeneas. Im Bellum Punicum verfasste er eine römische Odyssee verbunden mit einer römischen Ilias. Naevius wurde aber wiederum zwei Jahrhunderte später von Vergil übertroffen, der in einem erhabeneren Stil schrieb sowie den Mythos in den Mittelpunkt stellte und die Geschichte als Einschub einfügte. Doch schon den antiken Kommentatoren Vergils ist aufgefallen, dass er viele Motive aus Naevius’ Bellum Punicum übernahm, weshalb sie Naevius in ihren Kommentaren erwähnten.